# Szkoła trywialna
Szkoła trywialna (łac. trivialis – pospolity, gminny) – w systemie szkolnictwa obowiązującym w Austrii i Austro-Węgrzech w XIX wieku szkoła o elementarnym poziomie nauczania. Szkoły trywialne zakładano we wsiach, miały zazwyczaj jednego lub dwóch nauczycieli.

## Szkoły trywialne na ziemiach polskich
Po I rozbiorze Polski (1772) cesarzowa Maria Teresa wprowadziła w Galicji w 1774 prawo, zgodnie z którym w każdej wsi i małym mieście winna powstać dwustopniowa szkoła trywialna o trzyletnim cyklu nauczania (stopień I – dwa lata, stopień drugi – jeden rok). W większych miastach i w siedzibach władz obwodowych organizowane być miały trzystopniowe czteroletnie „szkoły główne”. Szkoły trywialne były całodzienne, przedmiotem nauki były elementarne umiejętności czytania, pisania i rachowania, a metody nauczania ćwiczyły przede wszystkim pamięć, a dopiero potem „według potrzeby rozsądek i serce”. Obowiązkiem szkolnym od 1781 objęte były wszystkie dzieci w wieku od 6 do 12 lat. Zgodnie z obowiązującym od 1787 prawem koszty utworzenia i utrzymania tych szkół ponosiła gmina, proboszcz i dziedzic wsi. Biedniejsze wsie organizowały na swym terenie w zastępstwie szkół trywialnych gorzej wyposażone szkoły parafialne, w których rolę nauczyciela pełnił miejscowy proboszcz.
Szkoły trywialne zreformowano na podstawie ustawy z 1805 roku wydanej przez cesarza Franciszka Habsburga, nie zmieniając jednak zasadniczo ani systemu szkolnego, ani zakresu nauczania, ale kładąc większy nacisk na germanizację szkolnictwa elementarnego; w szkołach trywialnych wykładowym językiem miał być niemiecki.
Wobec słabego rozwoju sieci szkół od 1812 roku ustawa ta nie była w praktyce egzekwowana aż do połowy wieku, kiedy liczba szkół w Galicji wzrosła.
Trzyletnia szkoła trywialna zazwyczaj nie wystarczała do tego, by po jej ukończeniu starać się o naukę w gimnazjum lub szkołach rzemieślniczych, toteż zdolniejsze bądź zamożniejsze dzieci kierowano po ukończeniu nauki w szkole trywialnej na co najmniej jeszcze jeden rok, do którejś z czteroletnich szkół głównych.

## Szkoły parafialne weparchii przemyskiej
W czasach zaborów w szkolnictwie ludowym dominowały szkoły parafialne, jednak system austriacki nie uwzględniał ich w spisach (uznawano je za instytucje religijne i cerkiewne). Dlatego nie ingerowano w ich działalność, za którą odpowiadali parochowie (proboszczowie) i władze diecezjalne. W 1780 roku na zjeździe duchowieństwa w Walawie postanowiono, że w każdej parafii wiejskiej powinien być bakałarz do posługi cerkiewnej, którego obowiązkiem byłoby też uczenie dzieci w szkole zgodnie z przyjętymi zasadami. W szkolnictwie państwowym kwalifikacje kandydatów do stanu nauczycielskiego określała ustawa z 1805 roku, ale również władze diecezjalne dostosowały swoje wymagania w szkołach parafialnych. Zdobycie kwalifikacji wymagało odbycia pod nadzorem proboszcza i urzędu dziekańskiego przynajmniej rocznego stażu jako pomocnik nauczyciela. Po pomyślnej opinii kandydat na nauczyciela zdawał egzaminy przed komisją dziekańską i konsystorzem diecezjalnym. Tak pozyskani nauczyciele byli absolwentami szkół parafialnych lub trywialnych, a zakres ich umiejętności minimalnie przewyższał wiedzę absolwentów dwuklasowych szkół trywialnych.
Prawdopodobnie pod wpływem zmian w szkolnictwie państwowym w Galicji w 1816 roku, również konsystorz unicki wydał w 1817 roku instrukcję wymagań dla kandydatów na nauczycieli. Nauczyciel był zobowiązany czytać i pisać w języku polskim i ruskim, znać obrządek cerkwi, arytmetykę, początkową znajomość dydaktyki i „manipulacji szkolnej”. Z powodu braku Ukraińców zatrudniano czasem Polaków, którzy nie znali języka ukraińskiego. Ustawą z 28 listopada 1818 roku pozwolono na czasowe zatrudnianie Polaków, aż do czasu wykształcenia własnych kadr ukraińskich. Nauczaniem zajmowali się diacy (kantorzy cerkiewni), przeważnie synowie lub krewni parocha bądź służby cerkiewnej. W 1816 roku władze austriackie nadzór nad szkolnictwem ludowym powierzyły cerkwi, a proboszczowie ustępowali miejsca diakom-nauczycielom.
W 1817 roku założono w Przemyślu Instytut Diaków (Instituos Cantorum et Magistrorum Scholae), a 24 lipca 1816 roku rozesłano apel do proboszczów o datki na założenie Instytutu. Instytut Diaków zainaugurował działalność pod kierownictwem ks. Jana Mogilnickiego, a 24 sierpnia 1818 roku został zatwierdzony przez władze austriackie. Było to pierwsze w Galicji tzw. ukraińskie Seminarium Pedagogiczne. O jego utworzenie postarał się eparcha przemyski w latach 1818–1847 Jan Snigurski. W 1820 roku jego dyrektorem został były rektor Greckokatolickiego Seminarium Generalnego we Lwowie – dr Jan Ławrowski, który opracowywał i tłumaczył podręczniki metodyki nauczania dla nauczycieli szkół parafialnych, a rok później wydał elementarz. W 1818 roku było 10 uczniów, a w 1865 roku było 30. Prowadzący zajęcia nie posiadali pełnych kwalifikacji pedagogicznych, dlatego nazywano ich jako adjutores (pomocnicy nauczyciela).
W 1815 roku było 20 koedukacyjnych szkół trywialnych. Po 1816 roku rozpoczął się proces tworzenia ruskich szkół trywialnych. W latach 1830–1867 było 167 koedukacyjnych i dwie żeńskie szkoły trywialne. Po raz pierwszy w 1805 roku wydano ustawę państwową o przysposobieniu kandydatów na nauczycieli do szkół ludowych. Przy każdej szkole głównej cyrkułu zorganizowano 3-miesięczne kursy. Kurs kończył się egzaminem teoretycznym i praktycznym przed nadzorcą okręgu szkolnego. Pierwszym etapem w karierze nauczycielskiej było stanowisko nauczyciela pomocniczego, a następnym – roczna praktyka w charakterze nauczyciela młodszego. Mając 20 lat otrzymywali patent nauczycielski, po zdaniu egzaminu ustnego i pisemnego przed konsystorzem biskupim otrzymywali posadę nauczycielską. W 1819 roku utworzono roczne kursy Preparandy, które w 1855 roku zostały zmienione na preparandy 2-letnie. Na kursach dla kandydatów na nauczycieli dla szkół trywialnych i parafialnych, wykładano przedmioty przygotowujące do funkcji organisty lub diaka, przedmioty szkoły ludowej, pedagogikę i metodykę. Po ukończeniu kursu był egzamin końcowy, upoważniający do otrzymania posady nauczycielskiej w Szkołach Głównych i 3-klasowych Szkołach trywialnych. Kobiety początkowo nie miały kursów, tylko pobierały naukę zawodową u bardziej uzdolnionego nauczyciela, a następnie zdawały egzaminy. W 1856 roku utworzono preparandy żeńskie. W 1862 roku utworzono drugą preparandę męską przy Rzymsko-Katolickiej Szkole Głównej w Jarosławiu, na początku było 22 uczniów.
W 1867 roku powstała Rada Szkolna Krajowa, która w 1868 roku objęła w posiadanie 10 preparand. Funkcjonowało 7 preparand męskich: we Lwowie (rzymskokatolicka i greckokatolicka), Krakowie, Tarnowie, Jarosławiu, Przemyślu, Buczaczu; a także 3 preparandy żeńskie: w klasztorze prezentek w Krakowie, u sióstr benedyktynek w Staniątkach, w Przemyślu. W 1868 roku utworzono czwartą preparandę żeńską w klasztorze benedyktynek, obrządku ormiańskiego we Lwowie. W 1871 roku zlikwidowano preparandy i utworzono seminaria nauczycielskie: męskie (we Lwowie, Krakowie, Nowym Sączu, Rzeszowie, Stanisławowie, Tarnopolu) i żeńskie (we Lwowie, Krakowie, Przemyślu).
| Rok  | Szkoły trywialne | Szkoły parafialne | Liczba uczniów | Liczba uczniów niedzielnych | Liczba dzieci zdolnych do szkoły |
| ---- | ---------------- | ----------------- | -------------- | --------------------------- | -------------------------------- |
| 1810 | 75               | 47                | 8669           |                             | 91642                            |
| 1820 | 80               | 37                | 9799           |                             | 98156                            |
| 1821 | 83               | 41                | 9730           |                             | 85593                            |
| 1823 | 68               | 13                | 7735           |                             | 71053                            |
| 1829 | 67               | 44                | 8254           |                             |                                  |
| 1830 | 68               | 45                | 9005           |                             |                                  |
| 1831 | 67               | 46                | 8685           |                             |                                  |
| 1832 | 66               | 46                | 8149           |                             |                                  |
| 1833 | 66               | 41                | 7415           |                             |                                  |
| 1835 | 68               | 31                | 7844           |                             |                                  |
| 1836 | 67               | 32                | 8698           |                             |                                  |
| 1837 | 68               | 31                | 8813           |                             |                                  |
| 1838 | 68               | 30                | 8274           |                             |                                  |
| 1839 | 68               | 32                | 8159           |                             |                                  |
| 1840 | 68               | 36                | 8791           |                             |                                  |
| 1841 | 68               | 48                | 8974           |                             |                                  |
| 1842 | 68               | 42                | 9601           |                             |                                  |
| 1845 | 67               | 96                | 17067          |                             |                                  |
| 1846 | 68               | 118               | 18313 (20%)    |                             | 95748                            |
| 1853 | 68               | 100               | 11360          |                             | 102828                           |
| 1855 | 68               | 82                | 10240          |                             | 102600                           |
| 1857 | 73               | 97                | 10223          | 2114                        | 137763                           |
| 1858 | 79               | 92                | 11808          | 2791                        | 141291                           |
| 1859 | 87               | 113               | 15471 (10%)    | 3049 (2%)                   | 144829                           |
| 1860 | 99               | 100               | 16564          | 2804                        | 122823                           |

### Tabela szkół na terenie greckokatolickiej eparchii przemyskiej
| Rok  | Szkoły trywialne ruskie | Szkoły parafialne ruskie | Liczba parochii | Liczba capellani | Liczba cooperatur | Liczba wiernych |
| 1830 | 43                      | 361                      | 575             | 133              | 46                | 762648          |
| 1831 | 41                      | 374                      | 570             | 132              | 49                | 774433          |
| 1835 | 38                      | 411                      | 564             | 136              | 50                | 768458          |